# Хрусос, Йоргос
Йо́ргос (Джордж) П. Хру́сос (греч. Γιώργος Π. Χρούσος, англ. George P. Chrousos; род. 18 июля 1951, Патры, Греция) — греческий учёный-врач, профессор, заведующий кафедрой педиатрии медицинского факультета Афинского национального университета имени Каподистрии (Греция). Был старшим исследователем, директором секции детской эндокринологии и программы обучения, а также главой отделения детской и репродуктивной эндокринологии Национального института детского здоровья и развития человека (NICHD) при Национальных институтах здравоохранения (NIH) (США). Является профессором клинической педиатрии, физиологии и биофизики на медицинском факультете Джорджтаунского университета (Вашингтон, США) и почётным приглашённым учёным (NICHD, NIH).
Доктор Хрусос был первым генеральным директором Фонда медико-биологических исследований  Афинской Академии наук (2001-2002), руководителем кафедры ЮНЕСКО по вопросам подросткового здравоохранения, а также возглавлял кафедру технологии и общества в Центре имени Джона Клюге при Библиотеке Конгресса (Вашингтон, США).
Входит в число 250 самых известных исследователей в мире. Он автор более 1100 научных публикаций, редактор 29 книг, а его работы были процитированы более 74000 раз. По данным Института научной информации (ISI), доктор Хрусос является самым цитируемым клиническим педиатром и эндокринологом в мире. Согласно Google Scholar Citations, он находится на 53 месте среди 1040 самых цитируемых учёных в мире.

## Биография
Йоргос П. Хрусос родился 18 июля 1951 года в городе Патры (Пелопоннес, Греция).
В 1975 году окончил медицинский факультет Афинского национального университета имени Каподистрии, произнеся прощальную речь от своей группы в день вручения дипломов. Там же выполнил докторскую диссертацию. Затем специализировался по педиатрии, поступив в резидентуру Школы медицины при Нью-Йоркском университете (Нью-Йорк, США), а также стал проводить научно-исследовательскую работу по эндокринологии, обмену веществ и сахарному диабету в Клиническом Центре при Национальных институтах здравоохранения (Бетседа, Мэриленд, США). Является сертифицированным специалистом в области педиатрии/эндокринологии, обмена веществ и сахарного диабета.
Был директором дочерней обучающей программы по детской эндокринологии Совета по Аккредитации для Высшего Медицинского Образования (ACGME), совместно реализуемой NIH и Джорджтаунским университетом. Возглавлял секцию детской эндокринологии, отделение детской и репродуктивной эндокринологии (NICHD, NIH).
Доктор Хрусос быстро прошёл ступени академической иерархии от звания доцента до должности профессора педиатрии в Джорджтаунском университете, которую он занимает до сегодняшнего дня, параллельно являясь профессором Афинского национального университета имени Каподистрии.

## Научные исследования
Йоргос Хрусос сосредоточил свои усилия на исследовании гипоталамо-гипофизарно-надпочечниковой оси (ГГНО) и всесторонне изучил нейроэндокринные изменения, связанные с аффективными расстройствами, сном, восприятием боли и иммунной функцией. В частности, он исследовал глюкокортикоидную сигнальную систему, заболевания ГГНО, такие как синдром Кушинга, болезнь Аддисона, врождённая гиперплазия коры надпочечников, физиологические и молекулярные механизмы стресса.
В начале своей карьеры, доктор Хрусос описал в «Журнале клинических исследований синдрома резистентности к глюкокортикоидам» редкое генетическое заболевание, связанное с нарушением функции глюкокортикоидного рецептора, приводящим к артериальной гипертензии и гиперандрогении у детей и взрослых. Впоследствии учёный опубликовал большое количество международных ценных оригинальных работ, посвятив их этому синдрому, послужившему моделью для изучения физиологических функций ключевых стероидных гормонов, регулирующих гомеостаз.

## Публикации
Йоргос Хрусос имеет выдающийся послужной список из более чем 1100 научных статей, 29 редактированных книг (в том числе 2 популярных электронных тома и 2 энциклопедии), а его работы были процитированы в научной литературе более 74000 раз. Является одним из самых цитируемых учёных-медиков в мире (по оценкам ISI - самым цитируемым) в областях «клинической медицины» и «биологии и биохимии». Имеет h-индекс более 135 благодаря работе, опубликованной в самых авторитетных и престижных журналах, таких как «Медицинский журнал Новой Англии», «Journal of Clinical Investigation», «Annals of Internal Medicine», «PNAS», «Science», «Nature» и др.

## Преподавательская деятельность
Йоргос Хрусос способствовал росту более 60 молодых врачей и учёных, многие из которых сегодня являются профессорами и занимают руководящие позиции в Европе, США, Австралии и Латинской Америке. В течение многих лет руководил учебными программами для врачей.
В 1980-1990 гг. преподавал на медицинском факультете Университета Иоаннины (Греция).
Читал лекции по всему миру.

## Награды, премии и звания
- 2014 - Награда Фреда Конрада Коха, Эндокринное общество США
- 2013 - Почётный профессор Уорикского университета (Ковентри, Великобритания)
- 2012 - Премия ЮНИСЕФ, Греческий национальный комитет ЮНИСЕФ (Афины, Греция)
- 2012 - Медаль Альберта Струйвенберга, Европейское общество клинических исследований
- 2011 - Награда Константина Мираса, Афинская Академия наук (Афины, Греция)
- 2011 - Премия Бодосакиса, Фонд Бодосакиса[греч.] (Афины, Греция)
- 2011 - Глава кафедры технологии и общества в Центре имени Джона Клюге при Библиотеке Конгресса (Вашингтон, США)
- 2010 - Член Европейской Академии (Лондон, Великобритания)
- 2010 - Член Института медицины, Национальные академии наук, инженерии и медицины (Вашингтон, США)
- 2010 - Лекция памяти Филипа Ш. Хенча, Американский колледж ревматологии (Атланта, Джорджия, США)
- 2010 - Глава кафедры ЮНЕСКО по вопросам подросткового здравоохранения, Афинский национальный университет имени Каподистрии (Афины, Греция)
- 2009 - Лекция памяти Мортимера Б. Липсетта, Национальные институты здравоохранения (Бетседа, Мэриленд, США)
- 2008 - Награда Джеффри Харриса, Европейское общество эндокринологии
- Почётный доктор Льежского университета (Льеж, Бельгия), Университета Анконы (Анкона, Италия) и Университета города Патры (Патры, Греция)
- Президент Европейского общества клинических исследований
- Почетный член (FRCP) Королевской коллегии врачей (Лондон, Великобритания)
- Магистр Американского колледжа эндокринологии (MACE)
- Магистр Американского колледжа врачей (MACP)
- 2004 - Премия за жизненные достижения, Международное общество психонейроэндокринологии
- 2002 - Медаль сэра Эдварда Шарпея-Шефера, Британское эндокринное общество
- 1999 - Награда Новеры Герберта Спектора, Международное общество нейроиммуномодуляции
- 1997 - Награда Ганса Селье, Фонд Ганса Селье
- 1997 - Награда клинического исследователя, Эндокринное общество США
- 1987 - Награда Ричарда Вейцмана, Эндокринное общество США

## Избранные статьи
- Chrousos, G.P., Gold, P.W. (1992). The Concepts of Stress and Stress System Disorders: Overview of Physical and Behavioral Homeostasis. JAMA 267:1244-1252. Journal of the American Medical Association
- Chrousos, G.P. (1995). Seminars in Medicine of the Beth-Israel Hospital, Boston - The Hypothalamic-Pituitary-Adrenal Axis and Immune-Mediated Inflammation. New England Journal Of Medicine 332:20 1351-1362.
- Gold, P.W., Loriaux, D.L., Roy, A., Kling, M.A., Calabrese, J.R., Kellner, C.H., Nieman, L.K., Post, R.M., Pickar, D., Galluci, W., Avgerinos, P., Paul, S., Oldfield, E.H., Cutler, G.B., Chrousos, G.P. (1986) Responses To Corticotropin-Releasing Hormone in the Hypercortisolism of Depression and Cushings-Disease - Pathophysiologic and Diagnostic Implications. New England Journal of Medicine 314:21 1329-1335
- Papanicolaou, D.A., Wilder, R.L., Manolagas, S.C., Chrousos, G.P. (1998) The Pathophysiologic Roles of Interleukin-6 in Humans. Ann. Intern. Med. 128:127-137.
- Gold, P.W., Goodwin, F., Chrousos, G.P. (1988) Clinical and Biochemical Manifestations of Depression: Relationship to the Neurobiology of Stress. (Part I and Part 2) N. Engl. J. Med. 319: 348-353 and 319: 413-420.
- Supplement: Selected Original and Review Papers